# Légende des Neuches
 (mai 2013).
Si vous disposez d'ouvrages ou d'articles de référence ou si vous connaissez des sites web de qualité traitant du thème abordé ici, merci de compléter l'article en donnant les références utiles à sa vérifiabilité et en les liant à la section « Notes et références ».

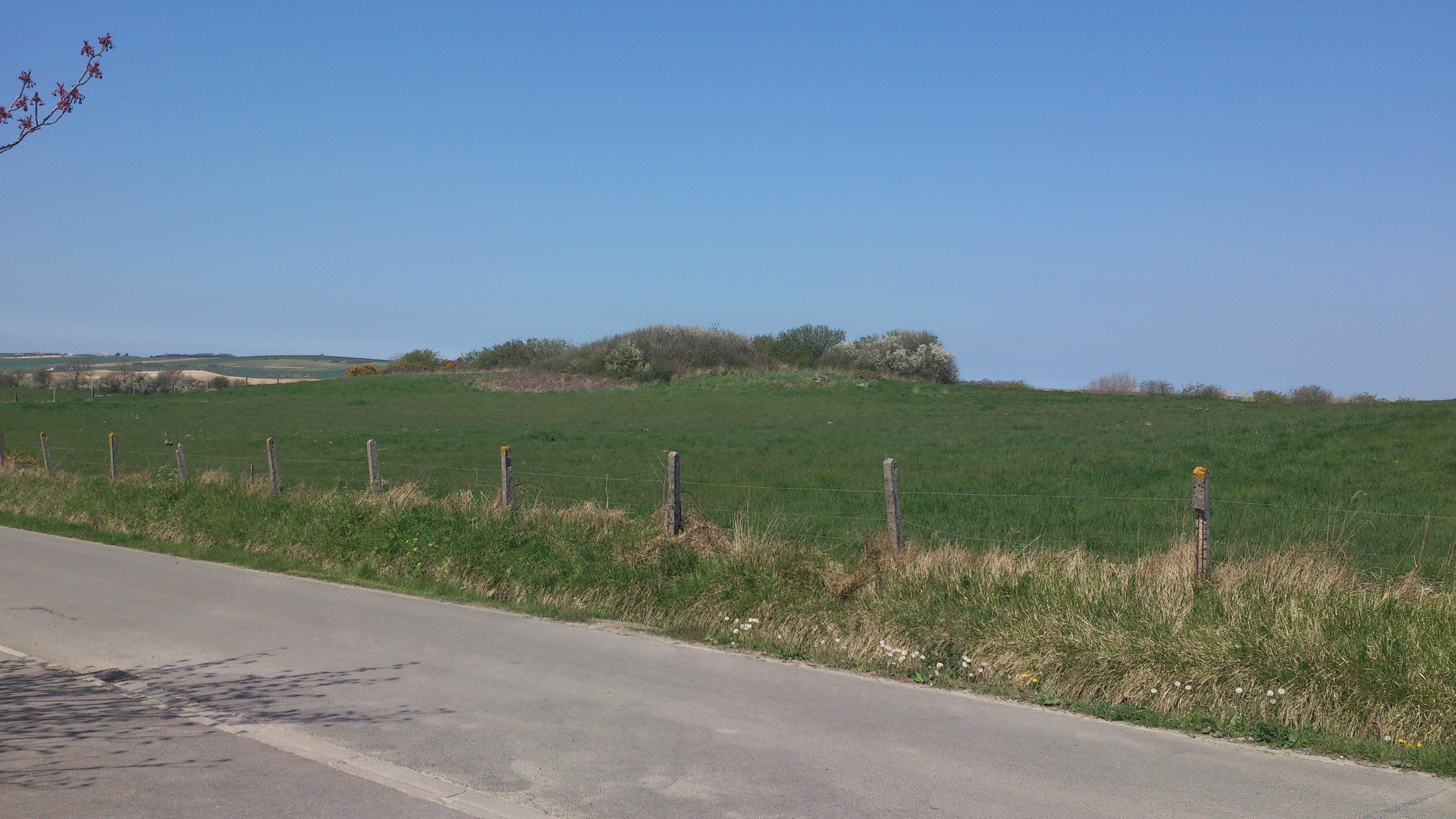
Vue d'ensemble de la légende des Neuches.

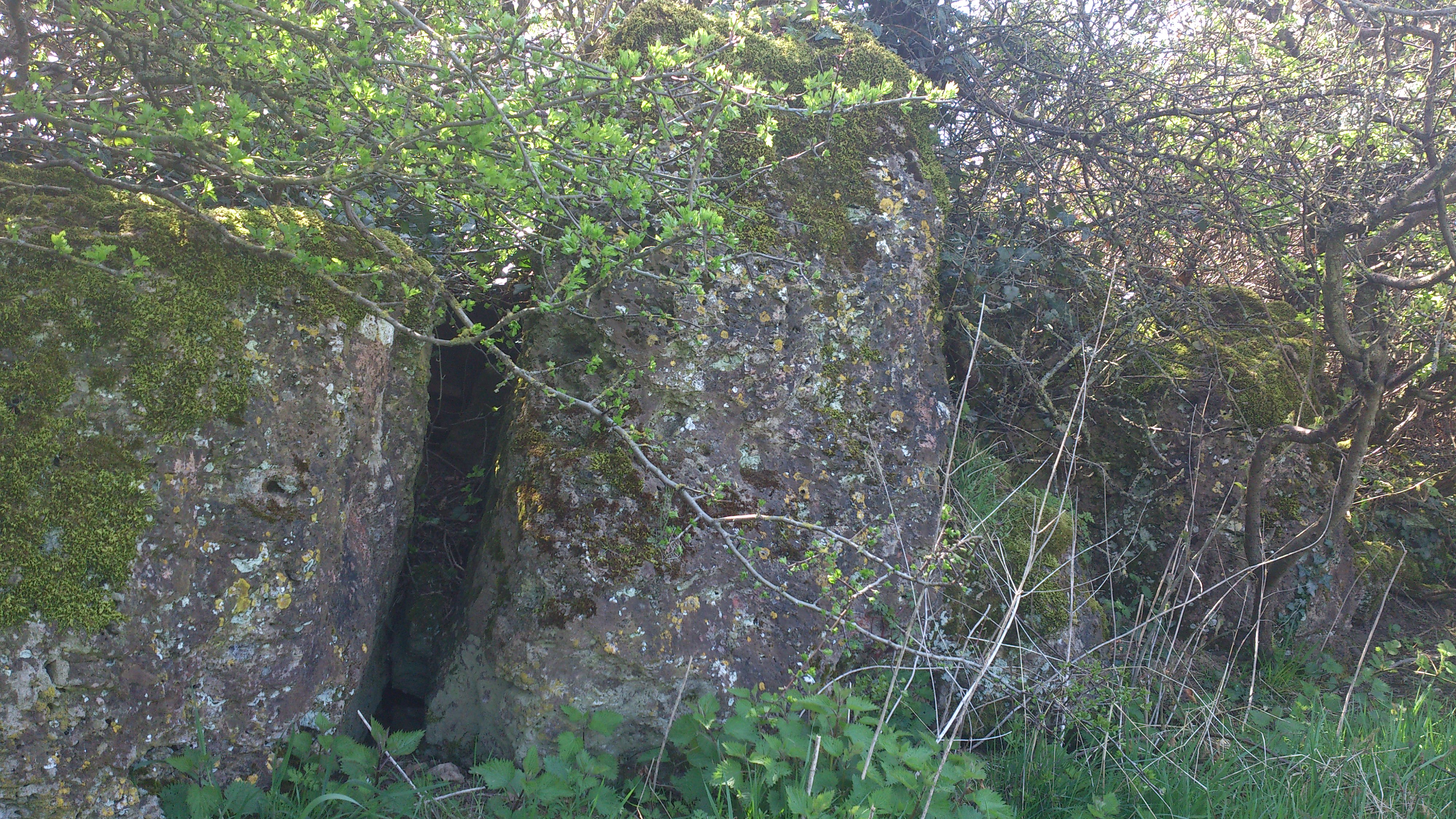
Pierres qui selon la légende seraient les mariés.

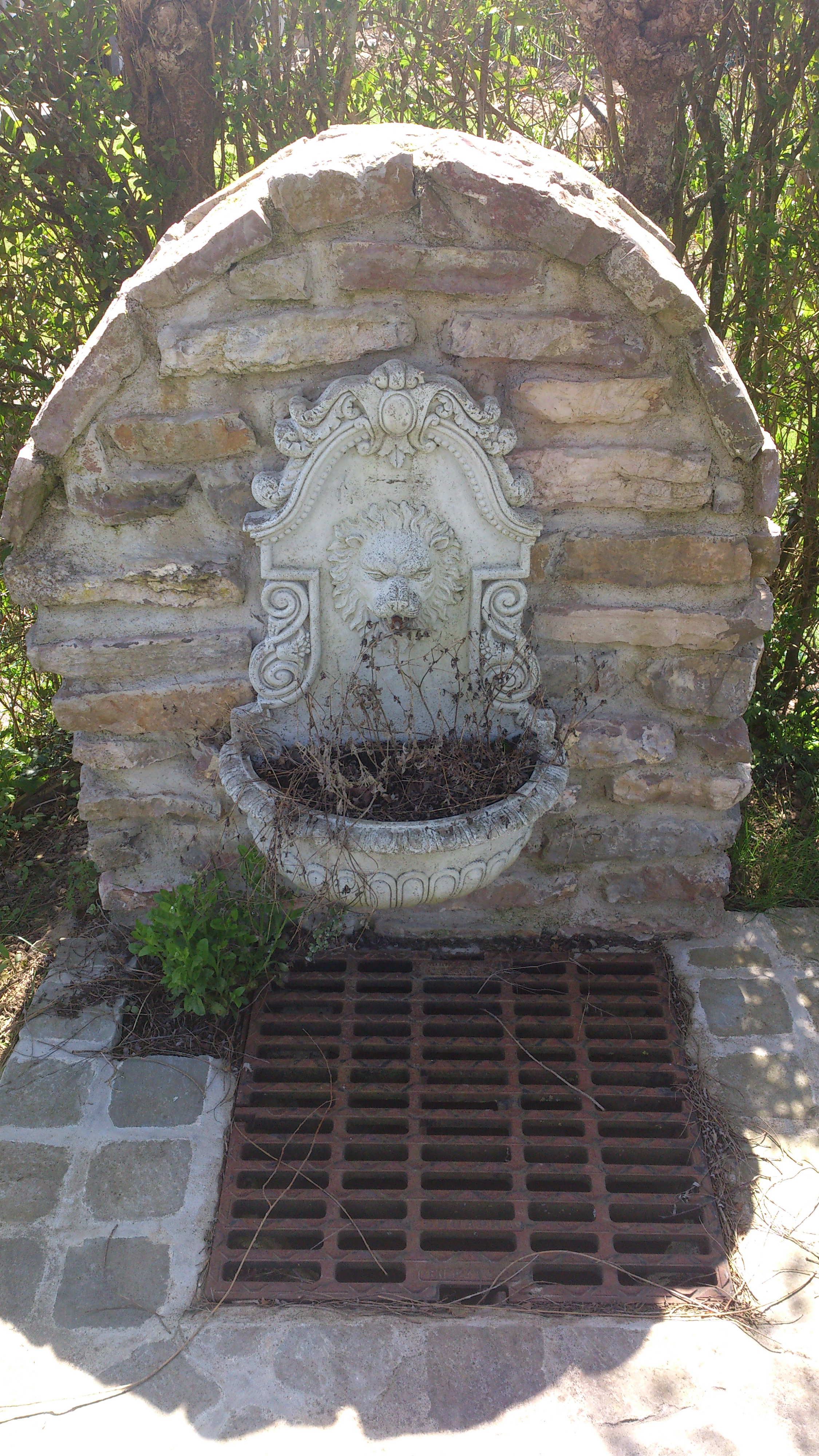
Source miraculeuse où l'eau se transformerait en vin.

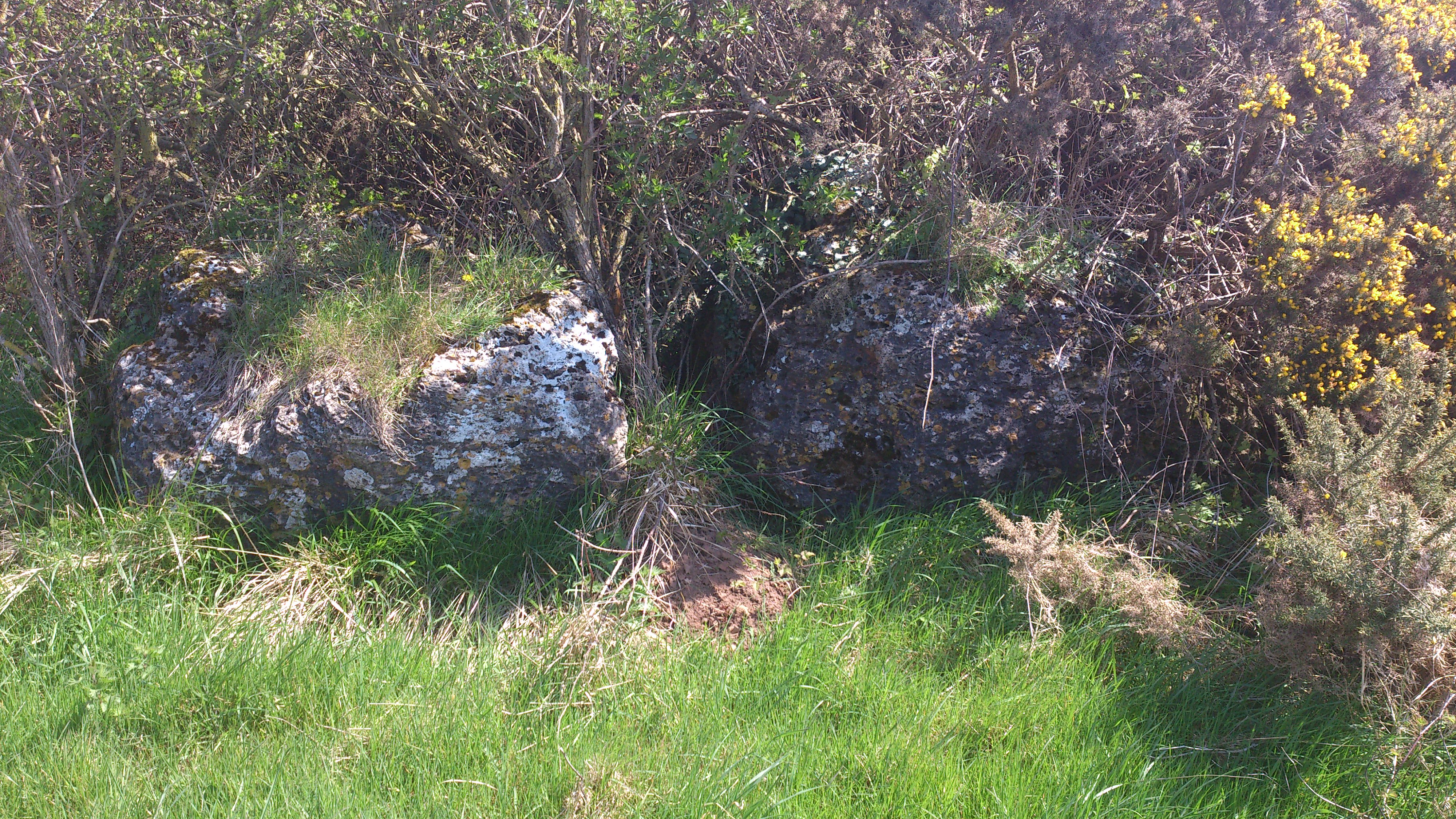
Deux pierres qui sont considérées comme des invités pétrifiés.

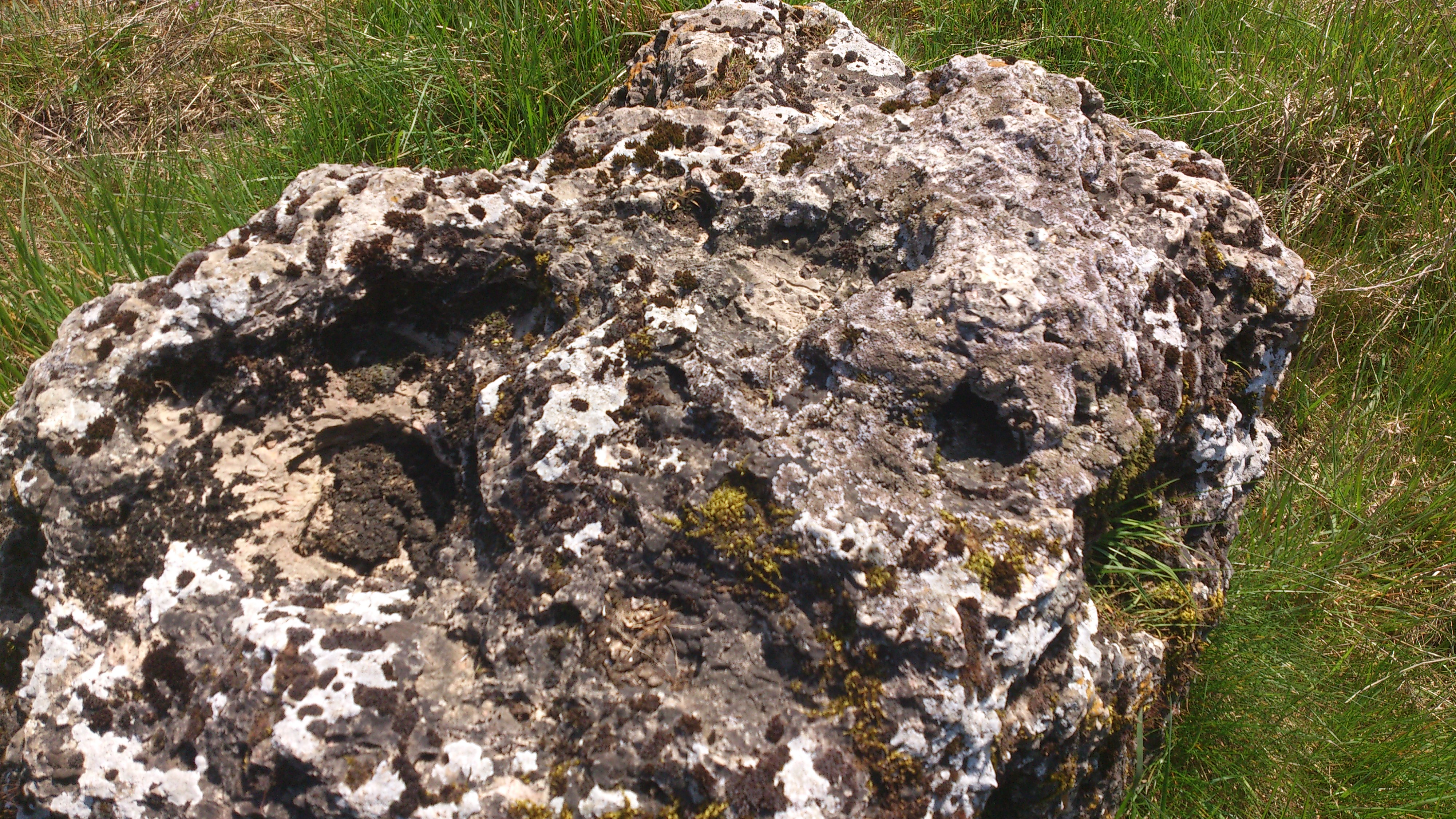
Pierre fortement visible.

La légende des Neuches (Noces), également nommée « danse des Neuches », est une légende qui se situe dans le département du Pas-de-Calais. Elle se situe à la limite de Landrethun-le-Nord et de Ferques dans la rue des Noces, deux villages non loin de la ville de Marquise. La légende se trouve au milieu de champs dans un paysage plaisant par beau temps. On y voit un groupe de pierres apparentes à des menhirs, diversement inclinées formant un cercle dans cette pâture. Les plus grandes pierres atteignent un mètre, on en distingue plus particulièrement une petite dizaine, mais sous terre, le sol reste extrêmement rocheux. Le lieu est très peu visité car la légende est méconnue et se situe dans un champ privé. De ce fait, la végétation devient importante et il est de plus en plus difficile de distinguer les pierres.

## La légende
Cette légende est connue des amateurs de ce genre d'histoires et des habitants locaux. Il existe différentes versions autour de cette légende.
La version la plus officielle fait office d'une histoire à tendance religieuse :
La légende fait de cet ensemble de pierres, un mariage pétrifié. Des mariés et leurs invités dansaient sur cette parcelle de terre, lorsque passa sur la route un prêtre portant le saint-sacrement à un mourant. Cependant, les mariés et leurs invités ne portèrent aucun intérêt à ce passage et sans respect pour le Saint-sacrement continuèrent à fêter le mariage en dansant et rigolant. Leur châtiment fut terrible et rapide puisque Dieu les transforma immédiatement en pierre,. Selon des rumeurs, on pourrait voir les pierres bouger la nuit, chaque année à la même date que le jour où ils furent pétrifiés.
À proximité des Neuches, de l'autre côté de la route, se trouve une source miraculeuse où l'eau qui y coule est semble-t-il transformée en vin près de minuit, le jour précédant la Saint-Jean pour le croyant en état de grâce qui s'y approcherait.
Cette source se trouve sous la forme d'un puits en pierres et cette dernière accompagnée des Neuches pétrifiées laisse préposer que ce lieu fut un temps, un lieu sacré.

## Un supposé monument
D'autres personnes ont une explication différente à cette présence de pierres. En effet, certains y voient un ancien monument de l'époque celtique, ce qui est rare dans le département. Dans ce lieu, nous pouvons voir des pierres debout apparentes à des menhirs mais aussi des pierres, plus grandes qui sont à la verticale et quasiment sous terre puisque le lieu n'est pas reconnu et entretenu. 
Les chercheurs n'appuient pas cette supposition ; les rares études qui en parlent considèrent que la disposition et l’apparence des pierres est naturelle, et n'ont rien à voir avec celles d'un cromlech.

## Témoignages liés à la légende
- Au début des années 1900, un tailleur de pierre ayant voulu tailler un de ces mystérieux cailloux aurait vu couler un liquide rouge semblable à du sang.
- Un poème intitulé Les neuches, existe sur cette légende. Cependant, le nom de l'auteur est inconnu. L'auteur a cité   Victor Hugo avec le vers  Étaient ce des rochers ? étaient ce des fantômes ?[5].
- Les habitants de la rue des Noces durant la Seconde Guerre mondiale déclarent que des Allemands qui occupaient le secteur avaient installé leur camp à cet endroit notamment avec la présence d'un Panzerkampfwagen d'où la présence de trous de bombes à proximité.
- Une version musicale intitulée Noces de pierre[6] a été composée en 2001 par Marc Gosselin et interprétée par le groupe Cap'Trad.